# Emmanuel Suhard
Emmanuel-Célestin Suhard (ur. 5 kwietnia 1874 w Brains-sur-les-Marches, zm. 30 maja 1949 w Paryżu) – francuski duchowny katolicki, arcybiskup Reims, a następnie Paryża i kardynał.

## Życiorys
Ojciec umarł miesiąc po jego narodzinach. Ukończył niższe seminarium w Mayenne, a następnie wyższe w Laval, chociaż jego proboszcz nie był przekonany, czy będzie z niego dobry kapłan. Przez kilka lat przebywał w Rzymie na Uniwersytecie Gregoriańskim i Kolegium Francuskim. Uzyskał doktorat z filozofii i teologii. Święcenia kapłańskie otrzymał 18 grudnia 1897 z rąk Wikariusza Rzymu kardynała Lucido Parocchiego w jego prywatnej kaplicy. Po kolejnych dwóch latach spędzonych w Wiecznym Mieście powrócił do rodzinnego kraju i został wykładowcą seminarium w Laval. W latach 1917–1928 wicerektor.
6 lipca 1928 otrzymał nominację na biskupa Bayeux i Lisieux. Sakry udzielił w katedrze w Laval biskup Eugéne-Jacques Grelier. Po dwóch latach, w 1930 spotkał go awans na arcybiskupa Reims. Kapelusz kardynalski z tytułem prezbitera Sant’Onofrio otrzymał na konsystorzu w 1935 roku z rąk Piusa XI. 11 maja 1940 przeniesiony na stołeczną metropolię, na której pozostał już do śmierci. Pochowany w katedrze Notre-Dame.
W 1941 o mały włos nie został wywieziony przez hitlerowców do Dachau. Popierał, jak większość episkopatu, rządy Philippe'a Pétaina. W 1942 potępił jednak jego politykę za deportacje Żydów. Wspierał ruch księży-robotników, którzy mieli za zadanie żyć i pracować razem z robotnikami.